# 샘 토트먼
샘 토트먼(영어: Sam Totman)은 영국의 기타 리스트로 1974년 8월 8일에 영국 런던에서 출생했다. 1992년에 데뷔하기 시작해 그룹 데모니악(영어: Demoniac)에서 활동했으며 1999년에 기타 리스트인 허먼 리와 함께 드래곤포스를 결성해 드래곤포스의 기타 리스트로 활동하고 있다.